# مدار جبانة

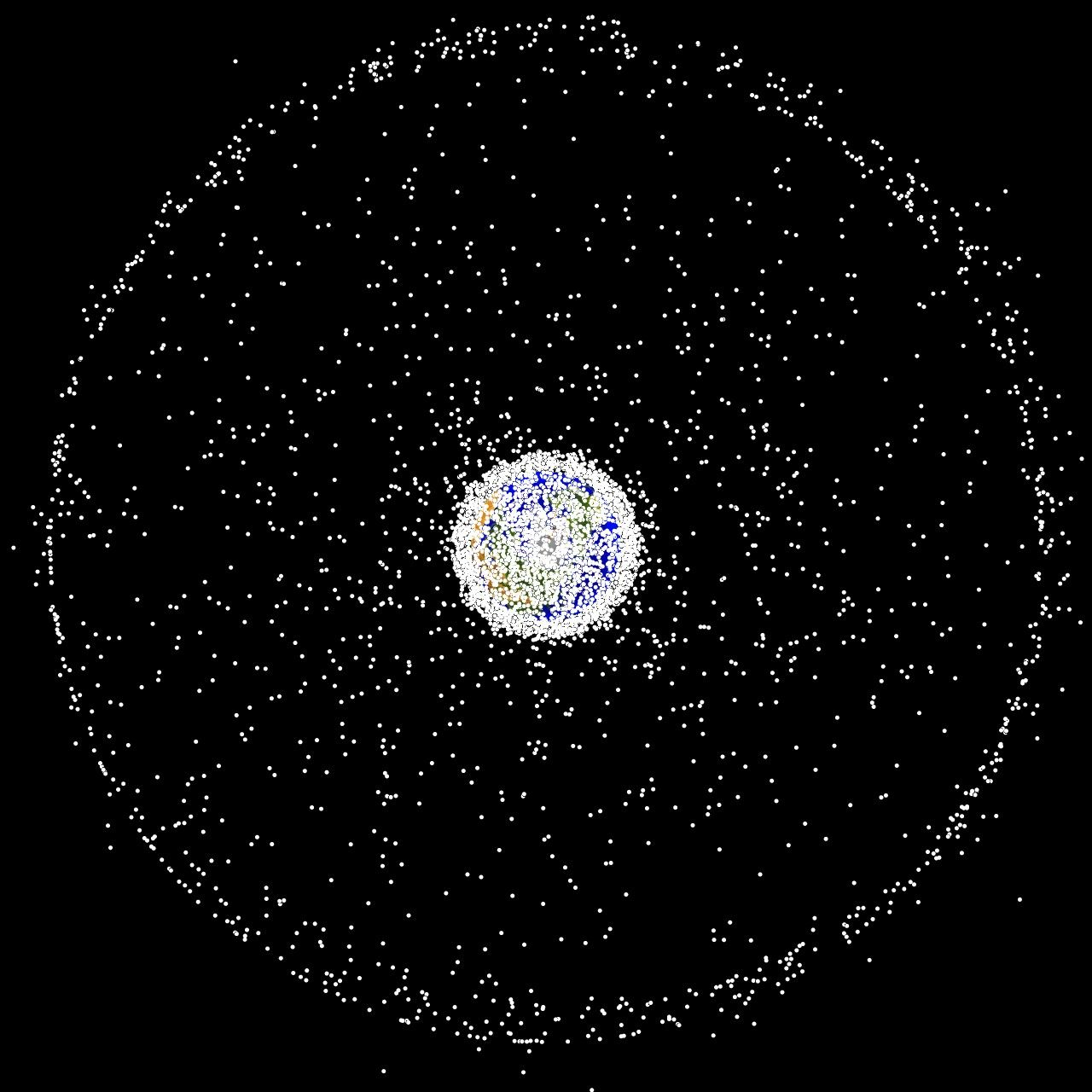
أماكن معروفة لوجود نفايات من صنع الإنسان في سماء الأرض.

مدار جبانة (بالإنجليزية: graveyard orbit) أو مدار نفايات، هو مدار يختار بعيدا عن مدارات الأقمار الصناعية الشغالة، حيث ترسل الأقمار الصناعية بعد انتهاء عمرها إليه. ويختار هذا المدار الجبانة على أساس أن لا يحدث تصادم بين أقمار صناعية منفية إليه مع أقمار صناعية لا زالت تعمل. كذلك يجب أن لا يحدث تصادم بين أقمار صناعية في مدار الجبانة لكي لا تزداد قطع النفايات الموجودة في سماء الأرض، وهي معروفة بـ متلازمة كيسلر.
يستخدم مدار جبانة عندما يكون تغير السرعة المطلوب بغرض إجراء مناورة إخراجه من مداره عالية. إن إخراج مسبار موجود في مدار أرضي جغرافي متزامن إلى مدار أعلى يحتاج إلى تغير سرعته بمقدار delta-v تساوي 1500 متر/الثانية، بينما يحتاج نقله إلى مدار جبانة تغير في السرعة قدره 11 متر /الثانية فقط.
في العادة يكون مدار الجبانة بالنسبة إلى مدار أرضي جغرافي متزامن أعلى بنحو 300 كيلومتر. ويحتاج القمر الصناعي لذلك مقدارا من الوقود كان يكفيه لعمليات المحافظة على بقائه في مداره الأصلي مدة 3 أشهر. وبينما يحاول معظم مراقبي الأقمار الصناعية في إجراء مناورات نقل قمر صناعي من مداره الأصلي إلى مدار جبانة عند نهاية فترة تشغيله، إلا أن نحو ثلثهم ينجح في ذلك.

## مدار الخلاص
إن المدار القياسي لمقبرة الأقمار الصناعية المتزامن مع الأرض يؤدي إلى عمر مداري متوقع لملايين السنين، فإن العدد المتزايد من الأقمار الصناعية، وإطلاق الأقمار الصناعية الصغيرة، وموافقة لجنة الاتصالات الفيدرالية (FCC) على اطلاق مجموعات كبيرة من الأقمار الصناعية لإطلاقها بحلول عام 2022 تتطلب مناهج جديدة لإنزال المدار للتأكد من ازالة النفايات الموجودة مسبقاً.
تتطلب شبكات الأقمار الصناعية الكبيرة مدارات تتحلل سلبياً في الغلاف الجوي للأرض. على سبيل المثال، التزم كل من OneWeb و SpaceX للسلطات التنظيمية للجنة الاتصالات الفيدرالية (FCC) بأن الأقمار الصناعية التي تم إيقاف تشغيلها سوف تتحلل إلى مدار منخفض - مدار التخلص - حيث يتحلل الارتفاع المداري للقمر الصناعي بسبب السحب في الغلاف الجوي ثم يعيد الدخول بشكل طبيعي إلى الغلاف الجوي ويحترق داخل مدار واحد

## اقرأ أيضا
- قمر صناعي للبث التلفزيوني
- إشارة تناظرية
- قمر صناعي
- مدار أرضي جغرافي متزامن
- المحافظة على مدار
- متلازمة كيسلر